# رائحة مثل روح مراهق
«رائحة مثل روح مراهق» (بالإنجليزية: "Smells Like Teen Spirit")‏ هي أغنية لفرقة الروك الأمريكية نيرفانا. وهي الأغنية الافتتاحية والأغنية المفردة الرئيسية من ألبوم الفرقة الثاني «نيفرمايند» (1991)، أصدرت من قبل شركة دي جي سي ريكوردز. كتبها كل من كيرت كوبين، كريست نوفوسيلك وديف غروهل، ومن إنتاج بوتش فيغ، تستعمل الأغنية شكل الجوقة الشعري واستخدم عزف مقطع الأوتار الأربعة الرئيسي بشكل متكرر أثناء بداية الأغنية واُستخدمت الجوقة لخلق ديناميكية صاخبة وهادئة على التناوب. صوت الأغنية (كما اعترف كوباين) تم تمثيله وفقاً لصوت البيكسيز. النجاح غير المتوقع ل «رائحة مثل روح مراهق» في أواخر عام 1991 دفع نيفرمايند ليتصدر قوائم الألبومات الأكثر مبيعاً ببداية 1992، حدث غالباً ما يتم تعريفه على أنه النقطة حيث دخل فيها الروك البديل كتيار رئيسي في الثقافة الشعبية. «رائحة مثل روح مراهق» كانت الأغنية الأكثر نجاحاً لنيرفانا، بوصولها للمرتبة 6 على بيلبورد هوت 100 واحتلالها مراكز ترتيب عالية على لوائح مبيعات صناعة الموسيقى حول العالم في كل من عامي 1992 و1993.
تلقت أغنية «رائحة مثل روح مراهق» العديد من الثناء من جانب النقاد، بما في ذلك تصدرها المرتبة الأولى في استطلاع رأي النقاد باز أند جوب في صحيفة ذا فيليج فويس وفوز الأغنية بجائزتي إم تي في للموسيقا المصورة وذلك عن الفيديو المصور للأغنية والذي كان في تكرار كثيف على التلفزيون الموسيقي. أطلق على الأغنية اسم «نشيد للأطفال غير المباليين» من الجيل إكس،

## وصلات خارجية
- كلمات الأغنية الكاملة على مترولايركس